# Lewd Vagrant
Lewd Vagrant var ett kortlivat musikaliskt projekt som fungerade som språngbräda för grupperna Mad Juana och The Nash. Gruppen var aktiv under en kort tid i New York och Mallorca under mitten av 1990-talet. Stilen var triphop eller postrock.

## Biografi
Lewd Vagrant föddes ur spillrorna av hårdrockbandet Demolition 23, som splittrades år 1994. Gruppens basist Sami Yaffa flyttade tillbaks till sin hemstad New York efter en turné i Storbritannien och tog med sig Demolition 23:s två roadies, gitarristen John Tirado och trumslagaren Maukka Palmio. Tillsammans med Yaffas fru, sångaren Karmen Guy och gitarristen Harri Kupiainen satte de ihop gruppen Lewd Vagrant. Yaffa sökte vid den tiden efter något annat än den punkbaserade glamrock och hårdrock han hade associerats med under de senaste 20 åren (med grupper som Hanoi Rocks, Jetboy och Demolition 23) - och bandet började söka influenser på ett mer avantgardistiskt plan.
Efter att Kupiainen hade bytts ut mot Josh Brown och bandet hade spelat några konserter i New York, satte de av mot Spanien för att komma undan vad de såg som ett inskränkt musikaliskt klimat och en pop-orienterad business. Men snart stod det klart att bandet var dömt att gå under. Yaffa och Guy ville göra musik i stil med Massive Attack och PJ Harvey, medan Brown och Palmio ville ha en rockigare touch på låtarna. Efter några veckor i Yaffas föräldrars hus på Mallorca, beslöt de sig för att packa ihop. Sami Yaffa och Karmen Guy stannade kvar i Spanien för att så fröet till Mad Juana, medan Maukka Palmio och Josh Brown gick sin egen väg och grundade The Nash.

## Medlemmar
1995 1
- Karmen Guy - sång
- Johnny Tirado - gitarr
- Harri Kupiainen - gitarr
- Sami Yaffa - bas
- Maukka Palmio - trummor

1995 2
- Karmen Guy - sång
- Johnny Tirado - gitarr
- Josh Brown - gitarr
- Sami Yaffa - bas
- Maukka Palmio - trummor